# Tsuneo Hasegawa
Pour les articles homonymes, voir Hasegawa.
Pas d'image ? Cliquez ici
Tsuneo Hasegawa (長谷川 恒男, Hasegawa Tsuneo) est un alpiniste japonais (1947-1991).

## Biographie
Il a été : 
- le premier Japonais à gravir la face nord du Cervin (ou Matterhorn) le 16 février 1977, première hivernale solitaire de la voie Schmid ;
- le premier à gravir en solitaire et en hivernale l'Eiger (1978) ;
- le premier à gravir en solitaire et en hivernale la pointe Walker dans les Grandes Jorasses (1979) ;

Réalisant ainsi la deuxième trilogie hivernale solitaire des trois grandes faces nord des Alpes, derrière le guide français Ivano Ghirardini.
Il a réussi la première ascension hivernale solitaire de la face Sud de l'Aconcagua.
En 1991, alors qu’il s’était orienté depuis quelques années vers l’Himalaya, il est victime d’une avalanche. Il effectuait une seconde tentative sur une voie de l’Ultar Sar au Pakistan avec deux équipiers.
Tsuneo Hasegawa a fortement inspiré le personnage de Tsunéo Hase dans la bande-dessinée Le Sommet des dieux adaptée par Jirô Taniguchi sur la base du roman  de Baku Yumemakura et adapté en un long métrage d'animation, sous le même titre, par Patrick Imbert en 2021.